# Ampedus sanguinolentus
Ampedus sanguinolentus là một loài bọ cánh cứng trong họ Elateridae. Loài này được Schrank miêu tả khoa học năm 1776.

## Hình ảnh

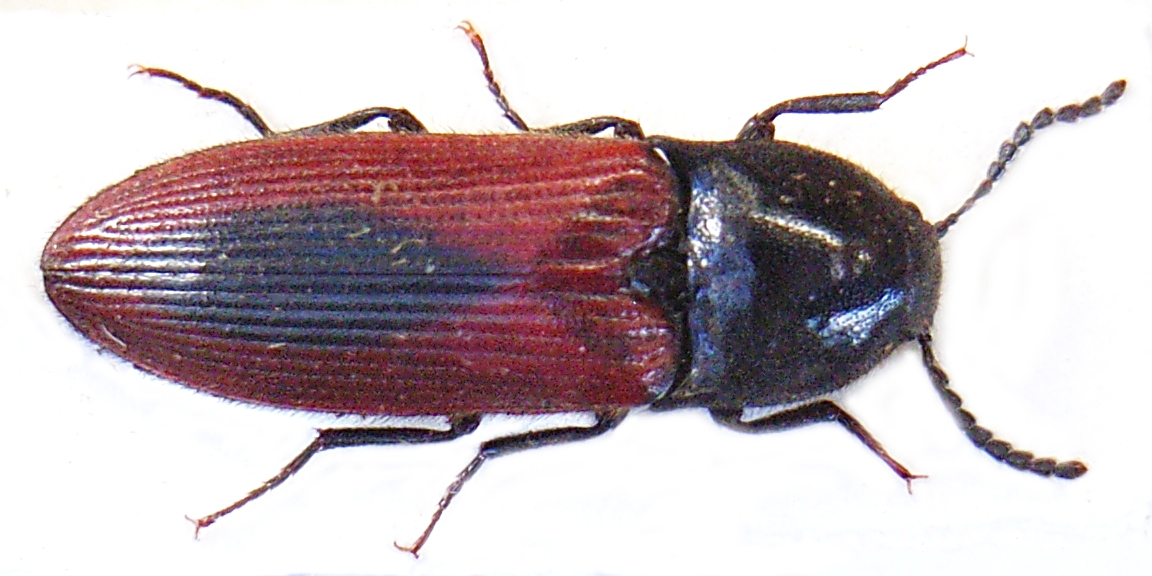
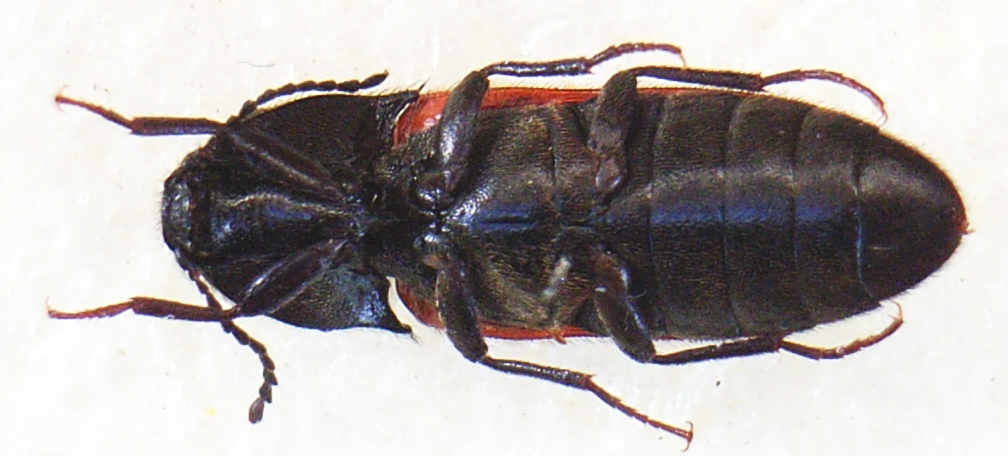
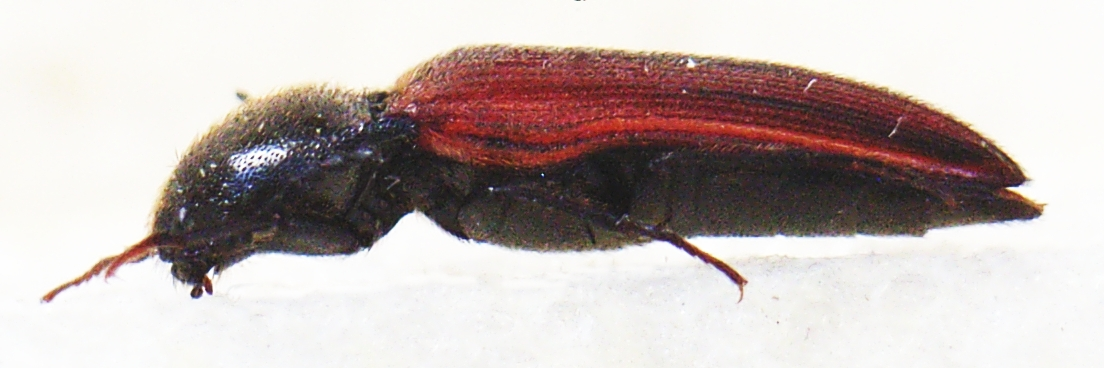
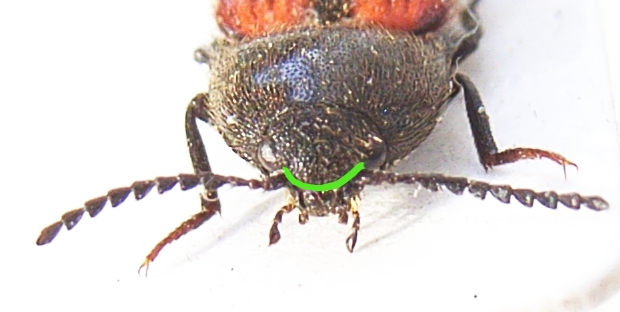